# Vučija
Vučija je drvena posuda za vodu opasana željeznim obručima. Elipsasto-plosnatog je oblika, kako bi se mogla nositi na leđima, te se blago sužava od dna prema vrhu. Njena zapremina iznosi oko 30 litara. Vučija je činila osnovnu opremu seoskih kuća u kontinentalnom dijelu Dalmacije, Lici i Hecegovini, a izrađivali su je lokalni bačvari. Potreba za korištenjem vučija je prestala u drugoj polovici 20. stoljeća uslijed razvoja vodovodne infrastrukture. Dopremu vode u vučijama su u pravilu obavljale seoske žene, noseći ih na leđima  od izvora do kuće.